# Bimichaelia sarekensis
Bimichaelia sarekensis är en spindeldjursart som beskrevs av Trägårdh 1910. Bimichaelia sarekensis ingår i släktet Bimichaelia, och familjen Alycidae. Arten är reproducerande i Sverige.